# Antipasto

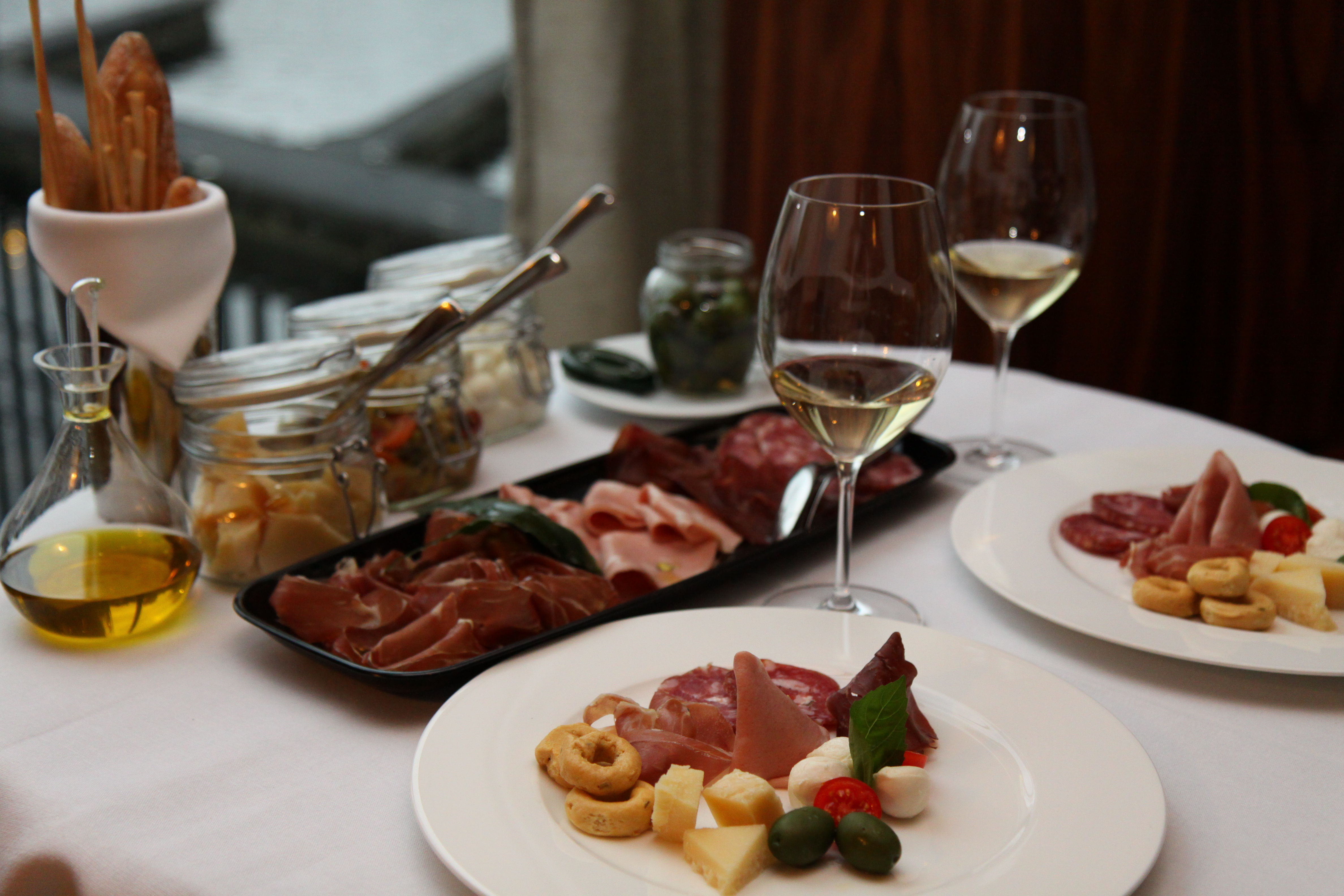
Mesa con diversos tipos de antipasti.

El antipasto (en italiano 'antes del plato principal'; plural: antipasti) es un tipo de entrante propio de la gastronomía italiana. El antipasto consiste en un aperitivo que es servido antes de comer los demás platos (primo piatto, secondo piatto y dolce), que puede tomarse frío, como caponata, pero otros, como cacio imperio, frico, o supplì, que se toman calientes. Puede incluir desde las especialidades más elaboradas del chef hasta tan sencillas como aceitunas, affettati (rodajas de salami), marisco diverso, alcachofas, cuñas de frittata, etc. El objetivo del antipasto es abrir el apetito antes de la comida, sin saturar los sentidos. 

## Etimología
El nombre se asocia a la palabra italiana pasto, «comida» y el prefijo latino ante, «previo». Del latín pastus = «comida» (en el sentido de «alimento»), del verbo pascere = «alimentar».  

## Historia
La tradición de servir alimentos antes de los banquetes con el objetivo de excitar, en lugar de saciar se remonta al Renacimiento italiano. Donde se empleaban los credenza, o especialidades de la cocina generalmente profusamente adornados. En esta fase del banquete se solía ofrecer a los comensales unos 'aguamanos' con agua aromatizada con flores. Esta disposición ya aparecía en la obra del cocinero italiano Bartolomeo Scappi (c. 1500-1577), donde distinguía entre antipasti y postpasti. Los antipasti descritos por Scappi incluyen tanto elementos dulces como: los mazapanes, los mostaccioli de Nápoles. O salados como: rodajas de lengua de ternera cocidas en vino, prosciutto acompañado con alcaparras y pasas. Los médicos renacentistas advertían que los antipasti «abrían el estómago» y eran aconsejados.

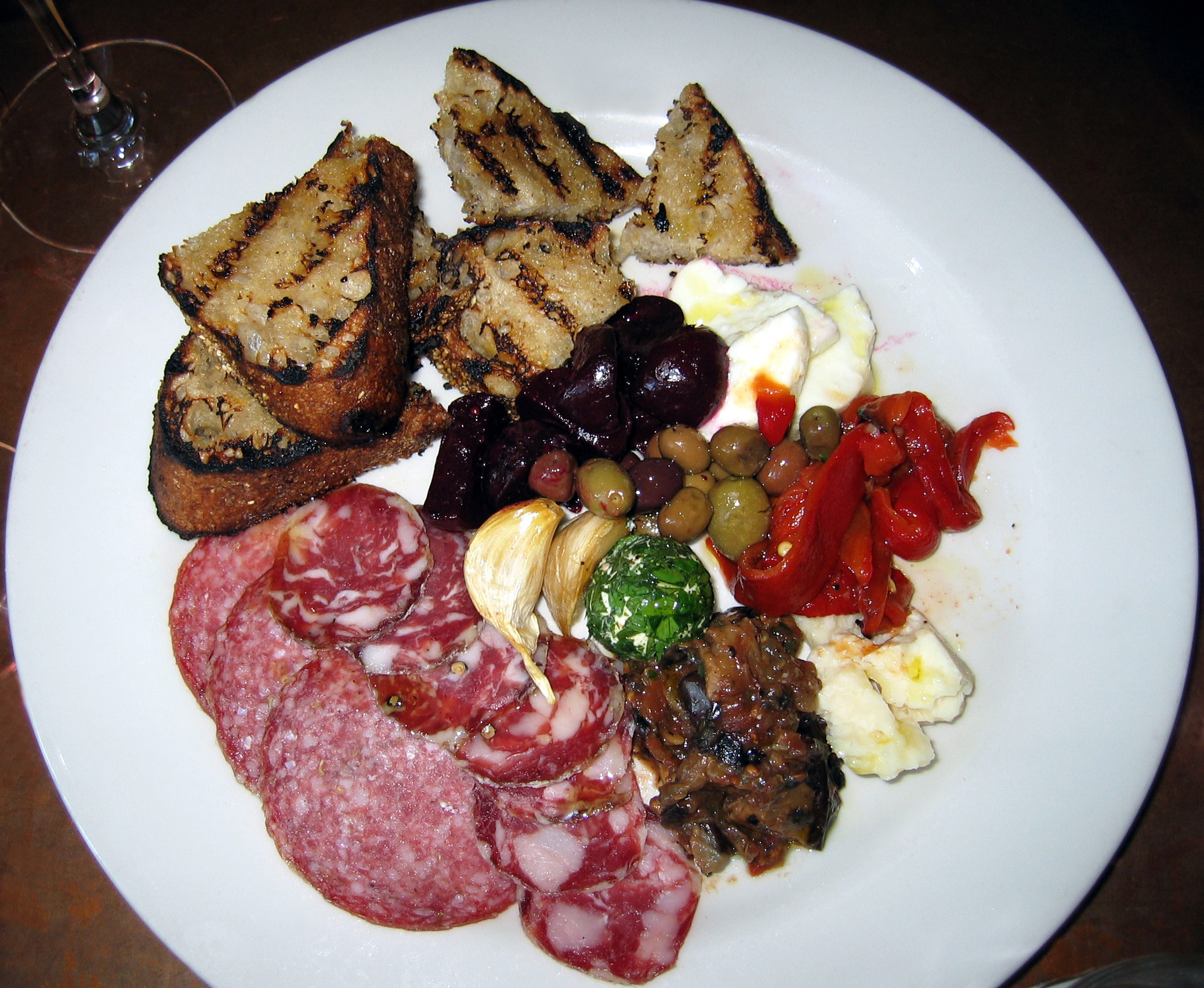
Antipasto con bruschette.

## Características
Los antipasti pueden incluir tanto carne como verduras, siendo por regla general elementos fríos. Los elementos cárnicos, cortados en rodajas, incluyen por ejemplo el prosciutto (jamón) de Parma, fiambres y embutidos, etc. En temporada de primavera se incluyen ensaladas de pequeñas dimensiones, a veces encurtidos diversos. El antipasto típico suele estar constituido por pepinillos, cebollitas, morrones y bottarga, macerados en una mezcla de vinagre y salmuera. A veces se incluye fruta, como puede ser melón o higos, o una fondue piamontesa (verduras crudas con acompañadas con salsas y queso fundido). Es frecuente que los antipasti se sirvan con bastoncillos de pan salado. Las variantes a lo largo de Italia dependen de las variedades locales incluidas en los diversas preparaciones.

## Variantes
Esta segunda modalidad con verduras encurtidas es la más frecuente en Argentina, Venezuela y Colombia.[cita requerida] También como entrada o antipasto, algunos a base de atún y salsa de tomate entre otros vegetales como cebolla, pimentón, apio España, zanahoria, coliflor, etc. (todos los vegetales mencionados se preparan en salmuera o a la vinagreta). Suelen consumirse acompañados de galletas saladas o pan. Aunque el nombre antipasto queda reservado[cita requerida] a los vegetales macerados que en muchas ocasiones son muy semejantes a los pepinillos en salmuera.